# Radikal 14
Das Radikal 14 mit der Bedeutung „bedecken“, „Deckel, Kopfbedeckung“ ist eines von 23 traditionellen Radikalen der chinesischen Schrift, die mit zwei Strichen geschrieben werden.
Mit 11 Zeichenverbindungen in Mathews’ Chinese-English Dictionary kommt es nur sehr selten im Lexikon vor.
Das Schriftzeichen stellte ursprünglich etwas Weiches dar, das zu beiden Seiten herunterhängt: das Tuch, das chinesische Bauern benutzen, um den Kopf zu bedecken. Das Siegelschrift-Zeichen stellt ein Tuch dar, das etwas bedecken kann. Daher berühren Zeichen mit diesem Radikal meist das Bedeutungsfeld „bedecken“ wie zum Beispiel:
| Zeichen | Erklärung               |
| ------- | ----------------------- |
| 冥      | düster                  |
| 冠      | Kopfbedeckung aufsetzen |
| 冢      | Grab                    |

## Schriftzeichenverbindungen, die vom Radikal 14 regiert werden
| Striche | Zeichen              |
| ------- | -------------------- |
| +0      | 冖                   |
| +02     | 冗 冘                |
| +03     | 写 冚                |
| +04     | 农                   |
| +05     | 军 冝                |
| +06     | 冞                   |
| +07     | 冟 冠                |
| +08     | 冡 冢 冣 冤 冥 冦 冧 |
| +09     | 冨                   |
| +12     | 冩                   |
| +14     | 冪                   |

 Im Unicodeblock Kangxi-Radikale ist das Radikal 14 unter der Codepointnummer 12.045 (U+2F0D) codiert.